# Myrmecia regularis
Myrmecia regularis é uma espécie de formiga endêmica da Austrália. Pertencente ao gênero Myrmecia na subfamília Myrmeciinae [en], foi descrita pela primeira vez pelo entomologista americano Walter Cecil Crawley em 1925. Essas formigas têm tamanho médio a grande, medindo entre 10 e 20 milímetros, e apresentam uma coloração vermelho-acastanhada brilhante. Rainhas e operárias compartilham características morfológicas semelhantes, mas podem ser diferenciadas pela notável diferença de tamanho. Os machos também têm aparência similar, embora os espécimes coletados estejam muito danificados para uma análise detalhada.
A Myrmecia regularis é encontrada em regiões costeiras do sudoeste da Austrália, habitando florestas abertas e bosques de eucalipto. Seus ninhos são construídos no solo, sem formar montes. As operárias são ativas durante o dia e a noite, forrageando em árvores em busca de presas e substâncias doces, como seiva e néctar. As larvas são estritamente carnívoras, alimentando-se apenas de insetos capturados pelas operárias. O voo nupcial ocorre entre fevereiro e abril, com as rainhas descartando suas asas dentro do ninho e acasalando próximo ao ninho parental. As rainhas procuram alimento para suas crias antes da eclosão, e o desenvolvimento das larvas pode levar até oito meses. Certas espécies de sapos são conhecidas por habitarem colônias de M. regularis.

## Taxonomia
A M. regularis foi descrita pela primeira vez por Walter Cecil Crawley, que forneceu uma descrição detalhada da formiga em um artigo de 1925, intitulado "New ants from Australia—II", publicado no Annals and Magazine of Natural History [en]. A formiga foi descrita a partir de duas operárias sintipo [en] coletadas por Crawley em Albany, Austrália Ocidental, agora preservadas na coleção de Crawley no Museu de História Natural da Universidade de Oxford. Esse nome teve vida curta, pois o entomologista australiano John S. Clark [en] sinonimizou M. regularis com Myrmecia lucida, que hoje é um sinônimo júnior de Myrmecia forficata [en]. As razões de Clark para isso são desconhecidas, e William Morton Wheeler [en] restaurou a espécie da sinonímia, afirmando que espécimes coletados por ele e W.S. Brooks no sudoeste da Austrália eram distintos de Myrmecia lucida, após compará-los. Wheeler também afirmou que M. lucida era semelhante a Myrmecia forficata. Apesar de discordar das opiniões de Wheeler, Clark observou em sua publicação que a classificação de Wheeler deveria ser mantida até que o espécime-tipo de Myrmecia lucida pudesse ser devidamente examinado. Na mesma publicação, Clark sinonimizou M. lucida com Myrmecia regularis. Em 1991, os entomologistas Kazuo Ogata e Robert Taylor revisaram os grupos de espécies de Myrmecia. Eles atribuíram M. regularis ao grupo de espécies Myrmecia gulosa [en], com base nas características morfológicas das operárias.

## Descrição

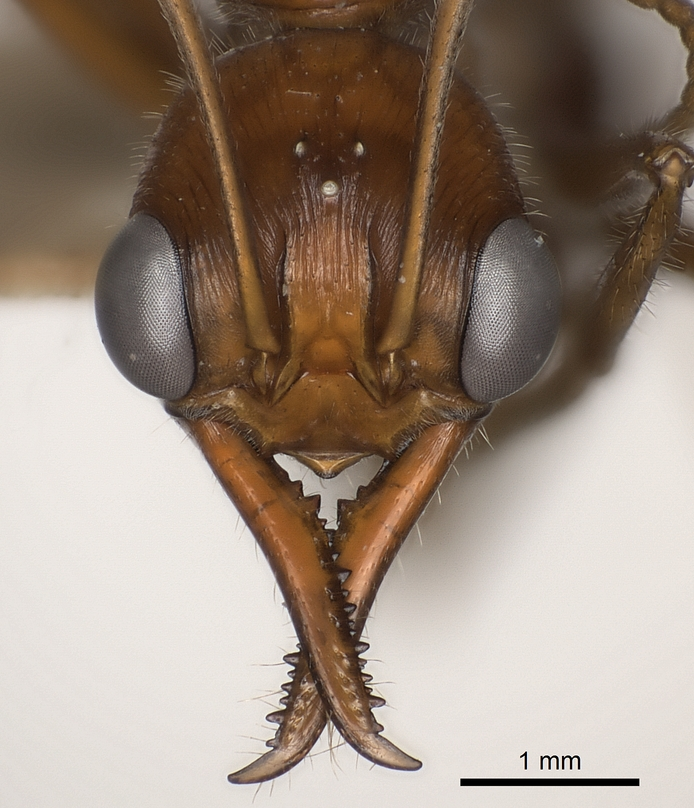
Detalhe da cabeça de M. regularis

Sem incluir as mandíbulas, as operárias de Myrmecia regularis medem entre 10 e 14 milímetros, com as mandíbulas medindo 3,6 milímetros. Incluindo as mandíbulas, as operárias medem de 14 a 20 milímetros, as rainhas de 18 a 20 milímetros e os machos de 15 a 17 milímetros. Essas formigas são de um vermelho-acastanhado brilhante, com pernas e escapos marrons e um hastro [en] preto. A cabeça e o tórax são de um vermelho mogno [en] brilhante, enquanto as mandíbulas têm tons marrons. Os pelos são amarelos, moderadamente longos, eretos e encontrados por todo o corpo, mas são mais curtos nas pernas e ausentes nas antenas. A pubescência (pelos curtos e macios) está confinada ao clípeo.
A rainha apresenta a mesma variação de cor, escultura corporal e pilosidade de uma operária, mas geralmente é maior. As rainhas mostram um desenvolvimento torácico reduzido, e Clark as descreveu como "subapteradas", sugerindo que as asas estão presentes nas fêmeas como botões alares indiferenciados. No entanto, rainhas coletadas em Manjimup apresentavam asas bem desenvolvidas. A cabeça, o epinoto, o mesonoto [en] e o pronoto são finamente estriados-rugosos. A cabeça é tão longa quanto larga, com uma borda occipital reta. As mandíbulas são ligeiramente mais curtas que a cabeça, com uma borda côncava. O pronoto é mais largo que seu comprimento total em um terço, e o mesonoto é mais largo em um sexto, sendo quase circular e claramente convexo. O epinoto também é mais largo, mas apenas ligeiramente. O gastro é ligeiramente mais largo, e o pós-pecíolo é um quinto mais largo que longo. O escutelo é oval e quase duas vezes mais largo que longo. Os espécimes machos são raramente coletados, e os disponíveis estão muito danificados para uma exame adequado. No entanto, a cor e a pilosidade dos machos e das operárias mostram pouca diferenciação.
As cabeças das operárias e rainhas são tão longas quanto largas, com lados convexos. As mandíbulas são longas, com treze dentes conhecidos. O primeiro e o terceiro segmentos do funículo têm o mesmo comprimento. O tórax é mais longo que largo em dois a três quartos de sua largura, e o mesonoto é mais longo que largo nas operárias; o mesonoto é mais largo que longo nas rainhas. O nó (segmento entre o mesossoma e o gastro) é tão longo quanto largo, e o pós-pecíolo é um sexto mais largo que longo. O primeiro segmento do gastro é mais largo que seu comprimento. A Myrmecia regularis tem uma aparência semelhante à Myrmecia forficata, mas há várias diferenças morfológicas que as separam. Devido à escultura rugosa da cabeça e do tórax, a Myrmecia regularis é notavelmente menor que a Myrmecia forficata. As mandíbulas de Myrmecia regularis são muito mais estreitas, os cantos posteriores da cabeça são mais arredondados e o pedúnculo petiolar é mais longo. As mandíbulas parecem ser vermelho-escuras, e algumas áreas, como os segmentos gástricos, são marrom-douradas.

## Distribuição e habitat
A Myrmecia regularis é encontrada nas regiões costeiras do sudoeste da Austrália. Ninhos foram registrados nas cidades de Albany, Denmark [en], Nornalup [en], Manjimup [en], Pemberton [en] e ao redor do rio Margaret no sul da Austrália Ocidental, na Ilha dos Cangurus na Austrália Meridional e em Portland em Victoria. A formiga prefere habitar uma variedade de ambientes rurais, incluindo bosques, florestas abertas, florestas secas de marri, charnecas arbóreas e montanhas de granito. Em particular, é uma espécie dominante em bosques de Eucalyptus, especialmente quando estão presentes árvores de Eucalyptus diversicolor, Eucalyptus gomphocephala e Eucalyptus marginata. As colônias de Myrmecia regularis não formam montes, mas nidificam em solo úmido e escuro ou sob grandes pedras e troncos, com 100 a 200 operárias presentes. Essas colônias são geralmente encontradas em altitudes entre 80 e 350 metros acima do nível do mar. Ninhos incipientes escavados (colônias jovens começando a se desenvolver) mostram pequenas câmaras de 2,5 a 4 centímetros de largura, onde troncos e pedras formam o teto da célula. O solo é plano, com paredes contínuas em todos os lados; as paredes externas tendem a ser finas, pois estão situadas perto das bordas de um tronco ou pedra. A maioria dos ninhos tem uma galeria que desce mais fundo no solo, geralmente cerca de 6 centímetros, e forma uma câmara pequena e mais irregular.

## Comportamento e ecologia
A Myrmecia regularis é uma formiga altamente agressiva que perseguirá qualquer intruso a uma distância de 1,8 a 2,7 metros se seus ninhos forem perturbados. Suas picadas são muito dolorosas e particularmente potentes. Em alguns casos, vítimas humanas de picadas de M. regularis apresentaram alergia ao veneno. Em um estudo de 2011 que investigou as causas de anafilaxia por picada de formiga na Austrália, 265 dos 376 participantes humanos reagiram à picada de várias espécies de Myrmecia. Destes, nove amostras de soro coletadas de pacientes foram positivas para IgE ao veneno de M. regularis. Essas formigas são tanto diurnas quanto noturnas, forrageando nos troncos de árvores de Eucalyptus para se alimentar de seiva e néctar, ou capturando pequenos insetos (como lagartas e formigas dos gêneros Camponotus ou subgênero Orthocrema). As larvas são carnívoras e se alimentam exclusivamente de insetos, consumindo pequenas porções ou todo o inseto. Diferentemente da maioria das espécies de Myrmecia, a trofalaxia ocorre entre adultos ou entre adultos e larvas. Todas as fases do sapo Metacrinia nichollsi [en] são conhecidas por habitarem colônias de Myrmecia regularis, onde utilizam várias galerias construídas pelas formigas. A formiga parasita Myrmecia inquilina pode tentar entrar nos ninhos de Myrmecia regularis para estabelecer colônias, mas as rainhas de Myrmecia inquilina podem ser capturadas e mortas assim que as duas espécies entram em contato.
Observações mostram que o voo nupcial não ocorre antes de fevereiro. Isso é baseado em larvas que começam a formar casulos em novembro, e em janeiro, esses casulos não poderiam produzir operárias adultas ou machos e fêmeas reprodutivos. As rainhas são provavelmente fertilizadas por machos entre fevereiro e abril; no entanto, cientistas observaram alados participando de voos nupciais em março. Antes de emergir do ninho parental, as rainhas descartam suas asas dentro do ninho e acasalam com machos de voo baixo nas proximidades. Após o voo nupcial, a rainha se isola e forma uma pequena câmara no solo, onde permanece por sete a oito meses. No entanto, é improvável que uma rainha consiga sobreviver apenas com suas reservas de gordura e musculatura alar por tanto tempo. Durante esse período, a rainha pode emergir do ninho ocasionalmente, mas só depositará ovos de outubro a novembro, quando há uma rica oferta de alimentos. Embora isso possa ocorrer, algumas rainhas depositam ovos após um mês de isolamento durante o inverno. A Myrmecia regularis é uma formiga semiclaustral, o que significa que a rainha sai para forragear a fim de alimentar suas crias. As rainhas emergem de seus ninhos de tempos em tempos e capturam insetos para suas crias ou se alimentam de substâncias doces. Se as fontes de alimento forem escassas, a rainha dependerá apenas de sua gordura para alimentar as larvas até perecer ou encontrar alimento, mas as larvas não serão canibalizadas e permanecem vivas até uma semana após a morte da rainha. Um indivíduo pode levar oito meses para se desenvolver de ovo a adulto.